# Trompeta
Trompeta is een single van de Franse zanger en producer Willy William. Het nummer werd uitgebracht op 18 februari 2022. Het nummer behaalde een top-15 positie in Vlaanderen en Nederland. In Wallonië werd de top-20 behaald. Het nummer is vooral bekend vanwege de sample van Infinity van Guru Josh. De single heeft in Nederland de platina status.